# Strunkovice nad Volyňkou
Strunkovice nad Volyňkou [ˈstrʊnkɔvɪt͡sɛ natvɔlɪɲkɔʊ] (deutsch Strunkowitz an der Wolinka) ist eine Gemeinde in Tschechien. Sie liegt sechs Kilometer südlich von Strakonice und gehört zum Okres Strakonice.

## Geographie

### Geographische Lage
Strunkovice befindet sich am rechten Ufer der Volyňka in der Hügellandschaft des Böhmerwald-Vorlandes. Südöstlich erhebt sich der Kalný vrch (633 m). Am westlichen Ortsrand verläuft entlang des Flusses die Eisenbahnstrecke von Strakonice nach Volary, an der Strunkovice eine Bahnstation besitzt.

### Gemeindegliederung
Für die Gemeinde Strunkovice nad Volyňkou sind keine Ortsteile ausgewiesen.

### Nachbargemeinden
Nachbarorte sind Přední Zborovice im Norden, Svaryšov, Milíkovice und Jedraž im Osten, Hoštice im Südosten, Přechovice und Němětice im Süden, Úlehle im Südwesten, Švejcarova Lhota und Libětice im Westen sowie Sousedovice im Nordwesten.

## Geschichte
Strunkovice gehörte während der Eisenzeit zum Siedlungsgebiet der Hallstattkultur im mittleren Pootaví. Am Kalný vrch und bei Němětice wurden Burgstätten aus dem 6. Jahrhundert v. Chr. freigelegt.
Erstmals urkundlich erwähnt wurde das Dorf im Jahre 1227.

## Kultur und Sehenswürdigkeiten
- Kapelle am Dorfplatz